# Лепеница (област)
Лепеница је српска средњовековна жупа и историјска област која обухвата слив реке Лепенице у шумадијском делу Великог Поморавља. Први пут се помиње у Хиландарској повељи Стефана Немање (1198/1199), као област коју је српски велики жупан Стефан Немања (1168-1196) прикључио својој држави, а исти податак је поновљен и у нешто каснијој Хиландарској повељи Стефана Немањића (1200/1202 или 1207/1208). Лепеница је остала у саставу српске државе све до коначног османског освајања 1459. године.
У црквеном погледу, жупа Лепеница је након стварања Српске архиепископије са седиштем у Жичи (1219) потпадала под надлежност средишње (архиепископске) епархије.

## Географски положај
Област Лепеница захвата слив реке Лепенице, као и слив реке Раче. Највећу висину достиже на Црном Врху, 919 метара и на Великој Божуровој Главици 732 метара. Према Тодору Радивојевићу почетком XX века простирала се на 925,9 km² и захватала је 1,92 процената целокупне површине Краљевине Србије са 90 насеља. Од тих 90 насеља, 66 се налазе у лепеничком сливу, а 24 у рачином.
Лепеница се налази у централном делу Србије. Подједнако је удаљена и од Београда и од Ниша. Добар географски положај утицао је на економски развитак Лепенице, али је и била мета освајача. У односу на почетак XX века област је претрпела значајна промене. Захваљујућу урбанизацији и ширења градских центара нека села су се утопила у градско језгро и нестала. Тако су села Белошевац, Корићани, Ждраљица, Мајнић, Мечковац, Петровац, Мале Пчелице, Станово, Тевериџ и Трмчиште постали делови Крагујевца. Села Баре и Лукање спојила су се у једно под називом Ђурђево. Рачанско село Губеревац променило је назив у Борци, а Нови Аџибеговац у општини Велика Плана се данас зове Ново Село.